# هینز ۸۰۸۲
سیارک ۸۰۸۲ (به انگلیسی: 8082 Haynes، نامگذاری:1988NR) هشت هزار و هشتاد و دومین سیارک کشف شده‌است که در ۱۲ ژوئیه ۱۹۸۸ کشف شد.
قدر مطلق سیارک برابر ۱۲٫۸۰ است.